# Taking Over Me
Taking Over Me – jest to drugi singel brytyjskiej grupy muzycznej Lawson z ich debiutanckiego albumu studyjnego Chapman Square, wydany 5 sierpnia 2012 roku w Wielkiej Brytanii. Twórcami tekstu są Andy Brown oraz John Shanks, który jednocześnie wyprodukował utwór.

## Teledysk
Teledysk miał swoją premierę 6 lipca, a jego reżyserem jest Josh Forbes. Klip przedstawia członków zespołu wykonujących utwór w pustynnym mieście, gdzie chodzą po barach i restauracjach. Każdemu z muzyków towarzyszy inna dziewczyna. Postacie te grane są przez: Chelseę Turnbo (dziewczyna Andy'ego), Melissę Jones (dziewczyna Ryana), Kat McCleary (dziewczyna Joela) oraz Lexi Johnston (dziewczyna Adama).  

## Format wydania
Digital download - (EP)
1. "Taking Over Me" – 3:10
2. "Still Hurts" – 3:40 (Twórcy: Andy Brown, Carl Falk, Chris Braide)
3. "Let Go" – 3:41 (Twórca: Andy Brown)
4. "Taking Over Me" (Acoustic) – 3:16

Digital download - Remixes
1. "Taking Over Me" (Wideboys Radio Edit) - 3:32
2. "Taking Over Me" (Wideboys Club Mix) - 6:34
3. "Taking Over Me" (The Alias Radio Edit) – 3:49
4. "Taking Over Me" (The Alias Club Mix) – 5:51

CD single
1. "Taking Over Me" – 3:10
2. "Still Hurts" – 3:40

7" vinyl
1. "Taking Over Me" - 3:10
2. "Taking Over Me" (Wideboys Remix Radio Edit) - 3:32

## Pozycje na listach
| Lista                              | Najwyższa pozycja |
| ---------------------------------- | ----------------- |
| Irlandia (IRMA)                    | 32                |
| Szkocja (OCC)                      | 3                 |
| Węgry (Rádiós Top 40)              | 39                |
| Wielka Brytania (UK Singles Chart) | 3                 |